# Опасни улици (сериал, Турция)
„Опасни улици“, или в буквален превод – „Задни улици“ (на турски: Arka Sokaklar) е турски сериен филм, излъчван по „Kanal D“ всеки петък. С 18-те си сезона и 19-тият излъчващ се това е най-дълго излъчваният сериал в Турция – единственият турски, започнал преди 2019 г., и на Канал Д – преди 2024 г., от който продължават да се излъчват нови епизоди, и един от най-дълго излъчваните криминални сериали в света. Автори на сериала са братята Ахмет Юрдакул и Озан Юрдакул. В главните роли участват Зафер Ергин, Шефкет Чорух, Йозгюр Озан, Йозлем Чънар, Озан Чобаноглу, Илкер Инаноулу и др. Първоначално продуцентите решават да прекратят излъчването на сериала след края на 9-ия сезон, но по молба на зрителите е възобновено на 20 ноември 2015 г. с нов 10-и сезон. След излъчването на 638 епизод на 18 ноември 2022 г. сериалът излиза в 45-дневна пауза. Въпреки първоначално заявеното сериалът не се завръща на екран в началото на 2023 г. Илкер Инанолу заявява, че причината е влошеното здравословно състояние на продуцента на сериала и негов баща Тюркер Инанолу. Не е известно кога сериалът ще продължи своето излъчване, като участващите актьори имат правото да се ангажират с нови проекти. Така сериалът се очаква да продължи с наличния актьорски състав. Актьорът Шефкет Чорух обявява участието в нов сериал на Fox tv през пролетта на 2023 г. Зафер Ергин също обявява, че напуска окончателно сериала, което поставя под въпрос неговото евентуално продължение. В крайна сметка е взето решение сериалът да бъде продължен с нов 18-и сезон от 1 септември 2023 г., като е отправена покана за завръщане към актьорите в сериала. Потвърдили участие са Зафер Ергин, Йозгюр Озан и Илкер Инанолу. Правата върху сериала се прехвърлят от Erler Film на Kanal D.

## Излъчване
| Сезон | Начало на сезона  | Край на сезона  | Епизоди | Всички епизоди | ТВ сезон    | ТВ канал |
| ----- | ----------------- | --------------- | ------- | -------------- | ----------- | -------- |
| 1     | 31 юли 2006       | 26 юни 2007     | 43      | 1 – 43         | 2006 – 2007 | Kanal D  |
| 2     | 3 септември 2007  | 30 юни 2008     | 43      | 44 – 86        | 2007 – 2008 | Kanal D  |
| 3     | 8 септември 2008  | 29 юни 2009     | 39      | 87 – 125       | 2008 – 2009 | Kanal D  |
| 4     | 7 септември 2009  | 28 юни 2010     | 41      | 126 – 166      | 2009 – 2010 | Kanal D  |
| 5     | 23 август 2010    | 20 юни 2011     | 43      | 167 – 209      | 2010 – 2011 | Kanal D  |
| 6     | 5 септември 2011  | 18 юни 2012     | 41      | 210 – 250      | 2011 – 2012 | Kanal D  |
| 7     | 3 септември 2012  | 28 юни 2013     | 43      | 251 – 293      | 2012 – 2013 | Kanal D  |
| 8     | 7 септември 2013  | 28 юни 2014     | 43      | 294 – 336      | 2013 – 2014 | Kanal D  |
| 9     | 12 септември 2014 | 24 юни 2015     | 40      | 337 – 376      | 2014 – 2015 | Kanal D  |
| 10    | 20 ноември 2015   | 1 юли 2016      | 32      | 377 – 408      | 2015 – 2016 | Kanal D  |
| 11    | 23 септември 2016 | 23 юни 2017     | 39      | 409 – 447      | 2016 – 2017 | Kanal D  |
| 12    | 15 септември 2017 | 22 юни 2018     | 38      | 448 – 485      | 2017 – 2018 | Kanal D  |
| 13    | 14 септември 2018 | 14 юни 2019     | 36      | 486 – 521      | 2018 – 2019 | Kanal D  |
| 14    | 13 септември 2019 | 12 юни 2020     | 35      | 522 – 556      | 2019 – 2020 | Kanal D  |
| 15    | 18 септември 2020 | 18 юни 2021     | 38      | 557 – 594      | 2020 – 2021 | Kanal D  |
| 16    | 17 септември 2021 | 17 юни 2022     | 38      | 595 – 632      | 2021 – 2022 | Kanal D  |
| 17    | 14 октомври 2022  | 18 ноември 2022 | 6       | 633 – 638      | 2022        | Kanal D  |
| 18    | 1 септември 2023  | 28 юни 2024     | 42      | 639 – 680      | 2023 – 2024 | Kanal D  |
| 19    | 13 септември 2024 | 20 юни 2025     | 37      | 681 – 717      | 2024 – 2025 | Kanal D  |
| 20    | септември 2025    | 2026            |         |                | 2025- 2026  | Kanal D  |

## Актьорски състав
- Зафер Ергин – Ръза Сойлу, началник на екипа, наричан от подчинените си с уважение „Татко Ръза“
- Йозгюр Озан – Хюсню Чобан
- Шефкет Чорух – Месут Гюнери (до 632, от 672)
- Гамзе Йозчелик – Зейнеп Акюз Атеш (до 125, от 210 до 293)
- Уур Пекташ – Мурат Атеш (до 125, от 173 до 336, от 377 до 385)
- Берк Октай – Синан Бахадър (от 126 до 250)
- Зейнеп Бешерлер – Мелек Сертер (от 168 до 293, 315)
- Алп Коркмаз – Али Акдоан (до 594)
- Йозлем Чънар – Айлин Айдън Чънар (до 521, от 639 до 710)
- Фиген Еврен – Суат Чобан (до 447)
- Филиз Тачбаш – Айля Сойлу (до 250)
- Хюлия Калебаир – Айля Сойлу (от 251 до 667, от 680)
- Пънар Айдън – Пънар Сойлу Акдоан (до 86)
- Ситаре Билге – Пънар Сойлу Акдоан (от 87 до 125)
- Ипек Юарсагоолу Уста – Пънар Сойлу Акдоан (от 126 до 521)
- Елван Дишил – Пънар Сойлу (от 522 до 667)
- Онур Бей – Текин Чобан (до 594)
- Фуркан Гьоксел – Метин Чобан (до 522, от 596 до 616, от 639 до 655, от 662)
- Юсра Гейик – Зелиха Чобан (до 594)
- Йозге Йозбютюн – Шуле Чобан (до 209)
- Маноля Ашък – Шуле Чобан (от 210 до 521)
- Еджем Йоз – Шуле Чобан (от 522)
- Мустафа Ефе Гюнай – Хайдар Берк Чобан (от 126)
- Каан Услу – Ръза Ефе Акдоан (от 175 до 521)
- Онурджан Сесли – Ръза Ефе Акдоан (от 522 до 667)
- Ада Байкан – Зейно Акдоан (от 339 до 667)
- Кериман Думан – Тунч Гюнери
- Илкер Инаноулу – Енгин Балкан (от 44 до 172, от 210 до 214, от 358 до 376, от 493 до 679, от 700)
- Илкер Йген – Явуз Атеш (до 336, от 399 до 401)
- Емел Чйолгечен – Сейран Есмер (от 191 до 209)
- Яасемин Балък – Сейран Есмер (от 210 до 224)
- Чаала Кубат – Елиф Доан Бахадър (от 126 до 209)
- Джумхюриет Кипер – Мазлум Дал (от 147 до 622)
- Еджем Наз Арслан – Ширин Сертер Деирменджи (от 168 до 293)
- Еге Барутчу – Йомер Атеш (от 210 до 336)
- Назлъ Тосуноулу – Назике (от 138)
- Джан Башак – Ариф Саглам (от 294 до 521, от 574 до 576, от 639 до 680)
- Тунч Оуз – Арда Атък (от 294 до 433, от 445 до 680)
- Бусе Варол – Ясемин (от 294 до 376)
- Гюлджан Арслан – Лейля Джандаш (от 294 до 336)
- Гизем Сойсалди – Муазес Каплан „Музо“ (от 294 до 336)
- Джан Нергис – Онур Ялчън (от 337 до 376)
- Мюге Боз – Едже Дьондар (от 337 до 376)
- Берил Каяр – Денис Генджоулу (от 337 до 376)
- Оя Окар – Селин Демирчи – Гюнери (от 378 до 638, от 674)
- Озан Чобаноглу – Хакан Чънар (от 389)
- Богач Аксой – Волкан Ачар (от 377 до 521)
- Бесте Сейхан Шамчи – Еда Туралп (от 377 до 521)
- Башак Атичи – Ханде Чимен (от 409 до 521)
- Мелиса Шалгам – Асие (от 443 до 521, от 598 до 616)
- Мерве Офлаз – Бахар Аян (от 449 до 594)
- Ела Йорюклю – Езги Вурал (от 522 до 632)
- Иитджан Ергин – Джемал Шахин (от 522 до 632)
- Ашил Джан – Бейза (от 522 до 556)
- Касандра Ловелс – Дженифър (от 522 до 531)
- Мерт Йоджал – Тарък Ердем (от 530 до 542)
- Вилма Елес – Надя (от 531 до 547)
- Гизем Терзи – Синем Йоздемир (от 557 до 650)
- Перихан Юнлюджан – Башак Балкан (от 557 до 661)
- Гайе Гюрсел – Есра Аксой Чобан (от 565)
- Енгин Гюрмен – Лятиф Аксой (от 566)
- Ирем Армаган – Седа (от 593)
- Дениз Чаталбаш – Аслъ Аталай (от 595 до 632)
- Оуз Пече – Емре Гюрбюз (от 595 до 680)
- Йомер Тугра Йешил – Мерт Чобан (от 485 до 522, от 596 до 649, 680)
- Али Хайдар Чаталтепе – Алпер Гюндюз (от 628 до 650)
- Нурай Хюсеинова – Амина (от 633 до 638)
- Джансин Чекили – Айше Ариджан (от 633 до 638)
- Батухан Екши – Явуз Аслан (от 633 до 638)
- Джем Учан – Кадем (от 633 до 638)
- Себахат Кумаш – Нурджан (от 633 до 638)
- Йълмаз Тюзюн – Кадри Кесер (от 633 до 638)
- Хасан Денизяран – Кадир Коркмаз (от 639 до 677)
- Синем Рейхан Кироглу – Бирдже Яман (от 639 до 663)
- Едже Айдемир – Джансу Топрак (от 640 до 680)
- Джансу Фиринджи – Юнал Калафат (от 639 до 670)
- Памир Пекин – Мехмед Бозок (от 652 до 677)
- Бурджу Кара – Севал Аслан (от 655 до 677)
- Гизем Бирдан – Арзу (от 639 до 680)
- Елчин Атамгюч – Хатидже Коркмаз (от 639 до 677)
- Баламир Емрен – Яъз (от 645 до 667)
- Гюркан Тавукчуоглу – Сердар (от 648 до 654)
- Дидем Узел – Филиз Хаскул (от 664)
- Сена Вургун – Джанан (от 665)
- Гюлден Авшароглу – Белгин Йозтюрк (от 668)
- Шехшувар Акташ – д-р Алпай Йозтюрк (от 672 до 678)
- Бурак Сатибол – Зеки Чевик (от 672)
- Асена Тугал – Ебру (от 672 до 680)
- Ебру Джундубейоглу – Джандан Джейланлъ (от 681)
- Толга Кандемир – Мелих (от 681)
- Аслъ Шимшек – Еданур (от 681)
- Феличия Сагнак – Мерве (от 681)
- Охран Алп – Изет (от 681)
- Бурак Алкаш – Фикри Йеничели (от 685 до 706)
- Ясемин Ален – Гьокче Курт (от 711)

## Положителни страни
Основно преимущество на сериала пред повечето такива от жанра е, че екипът на Татко Ръза е свързан като семейство помежду си, като за да стане последният пълноценен негов глава, в края на 1-ви – началото на 2-ри епизод при обир на бижутерия е убит съоснователят на екипа главен комисар Осман, като преди това той се пенсионира, а в епизодите са представяни множество откъси, посветени на живота на близките, роднините и приятелите на главните герои, а сюжетът на различните епизоди също е по-свързан помежду им от този на повечето такива в жанра. Също така сериалът дава гласност на важни обществени проблеми като уговорените бракове, в това число и с непълнолетни и малолетни момичета, домашното насилие, убийствата на честта и женоубийствата в Турция, представяйки някои от най-нашумелите случаи – примерно убийството на Шуле Чат е представено в първия епизод на 13-и сезон като убийството на братовчедката на комисар Бахар Чичек, в първия на 15-и – особено жестокото убийство на Пинар Гюлтекин, чието тяло е изгорено във варел, след което е залято с бетон – като убийството на младата Пелин от женения ѝ любовник Кемал, като в предшестващия убийството ѝ конфликт се намесва умственоизостаналият Мазлум, обслужващ заведението на комисар Месут, като и Мазлум насочва екипа към убиеца, а убийството на осемгодишната Нарин Гюран, чиито труп е открит в началото на септември 2024 година след няколкоседмици издирване и което шокира цяла Турция, е представено през 686-тия епизод на сериала като убийството на малката Ясин, а Татко Ръза пред репортерите, питащи го за новини за издирването, цитира Ататюрк, казвайки, че „Защитата на Родината започва със защитата на децата“. Отразявани са и важни за Турция събития, случили се между различните сезони на сериала – примерно от ретроспективна сцена на първия за 18-ти сезон 639-ти епизод се разбира, че помощник-комисар Нурджан, комисарите Айше и Явуз и полицай Седа са напуснали екипа, за да помагат на засегнатите от опустошителното земетресение в Югоизточните части на страната на 6 февруари 2023 г., в 658-ия епизод адвокат Нилай, загубила родителите си при земетресението търси справедливост от строителния предприемач Еркин Йозсьомнез, давайки с това пример на други жертви – при срутването на блока, където е живеела, са загинали 117 души. Еркин се опитва да избяга с лодка от Турция, но се удавя, 663-тия е специално посветен на първата годишнина от земетресението, като екипът отива в Хатай, за да намери малко момиченце на име Зейнеп, отвлечено при земетресението, и помага на пострадалите, а комисар Бирче след конфликт с приятеля си Кадир се премества в града, а през 664-тия епизод придобитите по престъпен начин милиони на бившия главен комисар Юнал са дарени на пострадалите при земетресението.

## Критики
Според проучвания в Турция зрителите на сериала са предимно непълнолетни и нискообразовани, а по въпроси като турско-кюрдския конфликт чрез непредставянето на положителни кюрди, като дори приятелят на комисар Бахар – племенният главатар Юсуф Паша Хан от населения предимно с кюрди район на Мардин е изобразен като етнически турчин, правнук на герой от Турската война за независимост, и отрицателни герои от Турските въоръжени сили, правоохранителни органи и разузнаване разпространява турска правителствена пропаганда. Освен това полицаите от екипа често използват физическо и психическо насилие – в това число и смъртни заплахи, с цел изтръгване на показания от заподозрените, докато дедуктивните умения на главните герои са на ниско равнище в сравнение с десетилетията, през които са служили в полицията – примерно главен комисар Хюсню Чобан в 522. епизод не разбира, че обезобразеният труп с извадени зъби на млада жена не е на отвлечената дъщеря на бизнесмен, защото не е бил съблечен, докато за да не бъде разпознат е бил обезобразен (което е по-сложно), а е бил оставен от похитителите за заблуда на полицията и спечелване на време до получаването на резултатите от ДНК анализа. Има множество неточности в сюжета, примерно независимо дали героите на сериала, нуждаещи се от първа помощ, се намират в европейската или в азиатската част на Истанбул, те винаги са откарвани в болница „Таксим“ и са лекувани от един и същ лекар, а действията на героите често са митологизирани.

## В България
В България сериалът се излъчва от 24 март 2011 г. по bTV. Излъчени са първите пет сезона без прекъсване, като последният епизод от пети сезон е излъчен на 27 март 2012 г. Шести сезон започва на 12 юли 2013 г. и завършва на 4 октомври. Седми сезон започва на 17 декември 2014 г. и завършва на 25 юни 2015 г. Осми сезон започва на 26 юни. На 26 ноември започва девети сезон. От 30 декември сериалът спира за известно време, защото не е преведен до края на сезон 9 на български. На 26 януари 2016 г. сериалът се завръща с нови епизоди и продължава до 12 февруари. На 30 май е показано продължението на девети сезон, което продължава до 12 август. От 3 януари 2017 г. сериалът се завръща с последното продължение на сезон 9, а на 20 януари започва десети сезон и завършва на 23 юни. На 26 юни започва сезон 11 и завършва на 30 ноември. На 23 юли 2018 г. започва дванадесети сезон и спира на 14 септември. На 2 януари 2019 г. започва продължението на дванадесетия сезон и завършва на 3 май. На 7 май започва тринадесети сезон и завършва на 29 октомври. На 7 юли 2020 г. започва четиринадесети сезон и завършва на 8 януари 2021 г. На 5 август започва петнадесети сезон, като излъчването започва от оригиналния 561. епизод (5. епизод за сезона) и завършва на 28 януари 2022 г. На 16 февруари 2023 г. стартира шестнадесети сезон и завършва на 16 юни. На 28 октомври 2024 г. започва седемнадесети сезон по bTV Story и завършва на 25 ноември, когато започва и осемнадесети сезон на сериала. Осемнадесети сезон завършва на 10 юни 2025 г., а на 11 юни започва деветнадесети сезон.
От седми сезон дублажът е на студио Медиа Линк. Ролите се озвучават от Венета Зюмбюлева (от първи до единадесети сезон), Даниела Йорданова (от първи до десети сезон и от дванадесети), Ася Рачева (от единадесети), Добрин Стоянов (от първи до шести сезон), Николай Николов (от седми), Емил Емилов (от първи до единадесети сезон), Тодор Георгиев (дванадесети сезон (до средата)), Радослав Рачев (от средата на дванадесети) и Иван Танев.
На 27 февруари 2016 г. в предаването „Като на кино“ по bTV Cinema е излъчено интервюто на Стаси Кара с Шефкет Чорух (Месут) от снимачната площадка в Истанбул, на 12 март с Йозгюр Озан (Хюсню), а на 19 март с режисьора Орхан Оуз. Също са излъчвани и интервютата по bTV в предаването „Преди обед“.